# یژی کاماس
یژی کاماس (لهستانی: Jerzy Kamas؛ ‏۸ ژوئیه ۱۹۳۸–۲۳ اوت ۲۰۱۵) بازیگر اهل لهستان بود.
از فیلم‌ها یا مجموعه‌های تلویزیونی که وی در آن‌ها نقش داشته‌است، می‌توان به بدون پنهان‌کاری، در بادیه و بیابان، مادام کاملیا، سرگذشت استاد تواردوفسکی، کونگ-فو، جمهوری امید، لغزش، رز کوچک، در خوشی و سختی، طایفه، انگشتری با نشان عقاب تاج‌دار، ناپلئون، پایانی نیست، رمز انیگما و روزها و شب‌ها اشاره نمود.